# Jesse Williams (ator)
Jesse Wesley Williams (Chicago, 5 de agosto de 1981) é um ator e modelo norte-americano. É mais conhecido por interpretar o Dr. Jackson Avery na série de televisão da ABC Grey's Anatomy e Markus no jogo eletrônico Detroit: Become Human, em que atua como um dos protagonistas.

## Biografia
Jesse nasceu em Chicago, Illinois, filho de Johanna Chase, uma sueca e Reginald Williams, um afro-americano, com alguma ascendência Seminole, da Geórgia. Ele tem dois irmãos mais novos que se especializaram em artes visuais. Williams graduou-se na Moses Brown School em Providence, Rhode Island, em 1998. Após o ensino médio, seus pais começaram a dar aulas no sistema escolar público, enquanto sua mãe manteve seu trabalho em cerâmica.
Ele graduou-se na Universidade de Temple com dupla especialidade em Estudos afro-americanos e Artes de Cinema e Mídia. Seguindo os passos de seus pais, ele deu aulas no ensino médio do sistema de ensino público da Filadélfia por seis anos, onde usou seu diploma obtido no Templo para ensinar Estudos Americanos, Estudos Africanos e Inglês.
Em março de 2022, Williams fez sua estreia na Broadway no renascimento de Take Me Out, de Richard Greenberg . Williams estrela o papel principal de Darren Lemming.
O ator entrou para o elenco de apoio da terceira temporada da comédia Only Murders in the Building, na qual irá interpretar um documentarista.

## Vida Pessoal
Em setembro de 2012, Williams se casou com a namorada de longa data Aryn Drake-Lee. Eles têm dois filhos, Sadie e Maceo. Em abril de 2017, foi relatado que Williams havia pedido o divórcio. Ele então estava em um relacionamento com a atriz Minka Kelly; eles se separaram em janeiro de 2018. Em maio de 2018, ele foi flagrado namorando a repórter esportiva Taylor Rooks. [3 

## Filmografia

### Filme
| Ano  | Título                                  | Papel                    | Notas              |
| ---- | --------------------------------------- | ------------------------ | ------------------ |
| 2008 | The Sisterhood of the Traveling Pants 2 | Leo                      |                    |
| 2009 | Brooklyn's Finest                       | Eddie Quinlain           |                    |
| 2012 | The Cabin in the Woods                  | Holden McCrea            |                    |
| 2012 | Question Bridge: Black Males            |                          | Produtor executivo |
| 2013 | The Butler                              | James Lawson             |                    |
| 2013 | Snake and Mongoose                      | Don "The Snake" Prudomme |                    |
| 2013 | They Die by Dawn                        | John Taylor              |                    |
| 2016 | Money                                   | Sean                     |                    |
| 2017 | Band Aid                                | Skyler                   |                    |
| 2018 | Jacob's Ladder                          |                          | Pós-produção       |
| 2022 | Secret Headquarters                     |                          |                    |

### Clipes musicais
| Ano  | Título                          | Artista     |
| ---- | ------------------------------- | ----------- |
| 2006 | "When Your Heart Stops Beating" | +44         |
| 2009 | "Russian Roulette"              | Rihanna     |
| 2010 | "Fall in Love"                  | Estelle     |
| 2017 | "Tell Me You Love Me"           | Demi Lovato |

### Videogames
| Ano  | Título                | Papel  |
| ---- | --------------------- | ------ |
| 2018 | Detroit: Become Human | Markus |
| 2020 | NBA 2K21              | Duke   |

## Teatro
| Ano  | Título             | Personagem     |
| ---- | ------------------ | -------------- |
| 2022 | Take Me Out (play) | Darren Lemming |

## Premiações & Indicações
| Ano  | Prêmio                 | Categoria                            | Trabalho       | Resultado |
| ---- | ---------------------- | ------------------------------------ | -------------- | --------- |
| 2016 | People's Choice Awards | Ator de televisão dramático favorito | Grey's Anatomy | Indicado  |
| 2017 | People's Choice Awards | Ator de televisão dramático favorito | Grey's Anatomy | Indicado  |